# Ole Kristian Stoltenberg
Ole Kristian Stoltenberg (* 25. Februar 1977) ist ein früherer norwegischer Biathlet.
Ole Kristian Stoltenbergs internationale Karriere besteht aus nur wenigen Einsätzen im Biathlon-Europacup, die er 2002 in Ål bestritten hatte. In einem Einzel gewann er als 20. Europacup-Punkte. Die größeren Erfolge hatte Stoltenberg auf nationaler Ebene. Bei den norwegischen Meisterschaften gewann er erstmals 1999 in Tana mit der Staffel der Provinz Buskerud an der Seite von Audun Foss Knudsen, Frode Andresen und Dag Bjørndalen die Bronzemedaille im Staffelrennen. Es folgte eine erfolgreiche Zeit in den Jahren 2001, 2002 und 2003, als er mit Andresen, Dag und Ole Einar Bjørndalen dreimal in Folge die norwegische Staffelmeisterschaft gewann. Nach seiner aktiven Karriere arbeitete er für den norwegischen Biathlon-Verband. Seit 2004 arbeitete er zunächst für Eurosport als Kommentator, seit 2012 für TV2.